# Lista de comunas do Vale do Marne

Mapa da França, com a localização do departamento de Vale do Marne.

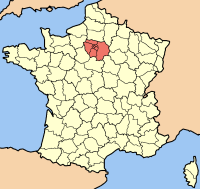
Mapa da França, com a localização Região Administrativa Ilha de França.

Nesta lista estão relacionadas as 47 comunas, 3 arrondissements e 25 cantões que fazem parte do departamento francês do Vale do Marne. Vale do Marne é uma subdivisão da  Região Administrativa Ilha de França.

## Arrondissements
- Créteil
- Nogent-sur-Marne
- L'Haÿ-les-Roses

## Cantões
- Alfortville
- Cachan
- Champigny-sur-Marne-1
- Champigny-sur-Marne-2
- Charenton-le-Pont
- Choisy-le-Roi
- Créteil-1
- Créteil-2
- Fontenay-sous-Bois
- L'Haÿ-les-Roses
- Ivry-sur-Seine
- Le Kremlin-Bicêtre
- Maisons-Alfort
- Nogent-sur-Marne
- Orly
- Plateau briard
- Saint-Maur-des-Fossés-1
- Saint-Maur-des-Fossés-2
- Thiais
- Villejuif
- Villeneuve-Saint-Georges
- Villiers-sur-Marne
- Vincennes
- Vitry-sur-Seine-1
- Vitry-sur-Seine-2

## Comunas
| INSEE | Postal | Comuna                       |
| ----- | ------ | ---------------------------- |
| 94001 | 94480  | Ablon-sur-Seine              |
| 94002 | 94140  | Alfortville (CAC)            |
| 94003 | 94110  | Arcueil (CAV)                |
| 94004 | 94470  | Boissy-Saint-Léger (CAS)     |
| 94011 | 94380  | Bonneuil-sur-Marne           |
| 94015 | 94360  | Bry-sur-Marne                |
| 94016 | 94230  | Cachan (CAV)                 |
| 94017 | 94500  | Champigny-sur-Marne          |
| 94018 | 94220  | Charenton-le-Pont            |
| 94019 | 94430  | Chennevières-sur-Marne (CAS) |
| 94021 | 94550  | Chevilly-Larue               |
| 94022 | 94600  | Choisy-le-Roi                |
| 94028 | 94000  | Créteil (CAC)                |
| 94033 | 94120  | Fontenay-sous-Bois           |
| 94034 | 94260  | Fresnes (CAV)                |
| 94037 | 94250  | Gentilly (CAV)               |
| 94038 | 94240  | L'Haÿ-les-Roses (CAV)        |
| 94041 | 94200  | Ivry-sur-Seine               |
| 94042 | 94340  | Joinville-le-Pont            |
| 94043 | 94270  | Le Kremlin-Bicêtre (CAV)     |
| 94044 | 94450  | Limeil-Brévannes (CAC)       |
| 94046 | 94700  | Maisons-Alfort               |
| 94047 | 94520  | Mandres-les-Roses            |
| 94048 | 94440  | Marolles-en-Brie             |

| INSEE | Postal | Comuna                     |
| ----- | ------ | -------------------------- |
| 94052 | 94130  | Nogent-sur-Marne (CAN)     |
| 94053 | 94880  | Noiseau (CAS)              |
| 94054 | 94310  | Orly                       |
| 94055 | 94490  | Ormesson-sur-Marne (CAS)   |
| 94056 | 94520  | Périgny                    |
| 94058 | 94170  | Le Perreux-sur-Marne (CAN) |
| 94059 | 94420  | Le Plessis-Trévise (CAS)   |
| 94060 | 94510  | La Queue-en-Brie (CAS)     |
| 94065 | 94150  | Rungis                     |
| 94067 | 94160  | Saint-Mandé                |
| 94068 | 94100  | Saint-Maur-des-Fossés      |
| 94069 | 94410  | Saint-Maurice              |
| 94070 | 94440  | Santeny                    |
| 94071 | 94370  | Sucy-en-Brie (CAS)         |
| 94073 | 94320  | Thiais                     |
| 94074 | 94460  | Valenton                   |
| 94075 | 94440  | Villecresnes               |
| 94076 | 94800  | Villejuif (CAV)            |
| 94077 | 94290  | Villeneuve-le-Roi          |
| 94078 | 94190  | Villeneuve-Saint-Georges   |
| 94079 | 94350  | Villiers-sur-Marne         |
| 94080 | 94300  | Vincennes                  |
| 94081 | 94400  | Vitry-sur-Seine            |

(CAS) Comunidade de aglomeração Haut Val de Marne, criada em 2001.

(CAN) Comunidade de aglomeração Nogent-Le Perreux, criada em 2000.

(CAC) Comunidade de aglomeração Plaine Centrale du Val de Marne, criada em 2001.

(CAV) Comunidade de aglomeração Val de Bièvre, criada em 2000.